# إيمراه
إيمراه (بالتركية: Emrah)‏ هو فنان ومغني ومخرج وممثل تركي، ولد في 1971 في Ergani ‏ في تركيا.

## وصلات خارجية
- إيمراه إيبك على موقع IMDb (الإنجليزية)
- إيمراه إيبك على موقع ألو سيني (الفرنسية)
- إيمراه إيبك على موقع ميوزك برينز (الإنجليزية)
- إيمراه إيبك على موقع أول موفي (الإنجليزية)
- إيمراه إيبك على موقع ديسكوغز (الإنجليزية)
- إيمراه إيبك على موقع كينوبويسك (الروسية)
- إيمراه إيبك على موقع كينوبويسك (الروسية)